# Параллелограммный механизм
Параллелограммный механизм — вид четырёхзвенного механизма, звенья которого составляют параллелограмм. Применяется для реализации поступательного движения шарнирными механизмами.

## Разновидности

Щётки стеклоочистителя автобуса

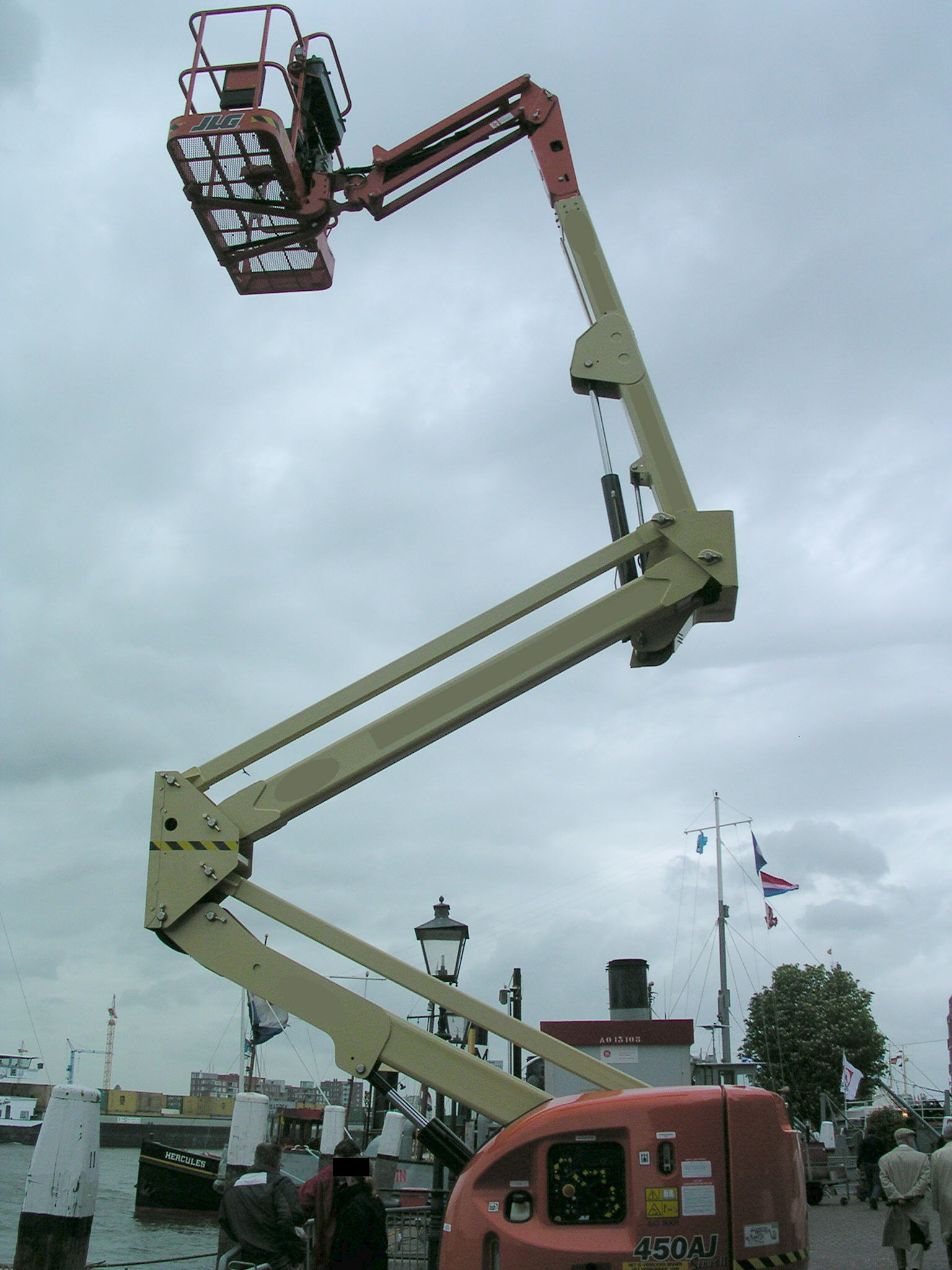
Подъёмник на основе параллелограммных механизмов — хорошо видны два внизу и один вверху

Анимация чертёжного пантографа

- Параллелограмм с неподвижным звеном — одно звено неподвижно, противоположное совершает качательное движение, оставаясь параллельным неподвижному. Два параллелограмма, соединённых друг за другом, дают конечному звену две степени свободы, оставляя его параллельным неподвижному. Примеры: стеклоочистители автобусов, погрузчики, штативы, подвесы, автомобильные подвески.

- Параллелограмм с неподвижным шарниром — используется свойство параллелограмма сохранять постоянное соотношение расстояний между тремя точками. Пример: чертёжный пантограф — прибор для масштабирования чертежей.

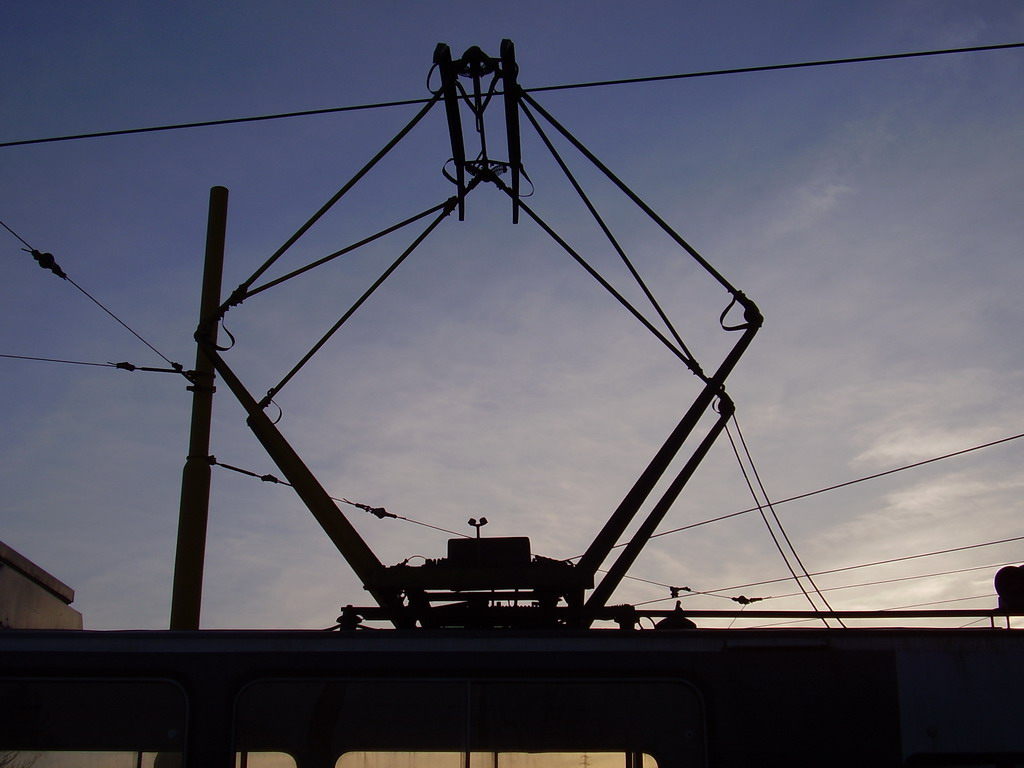
Трамвайный пантограф

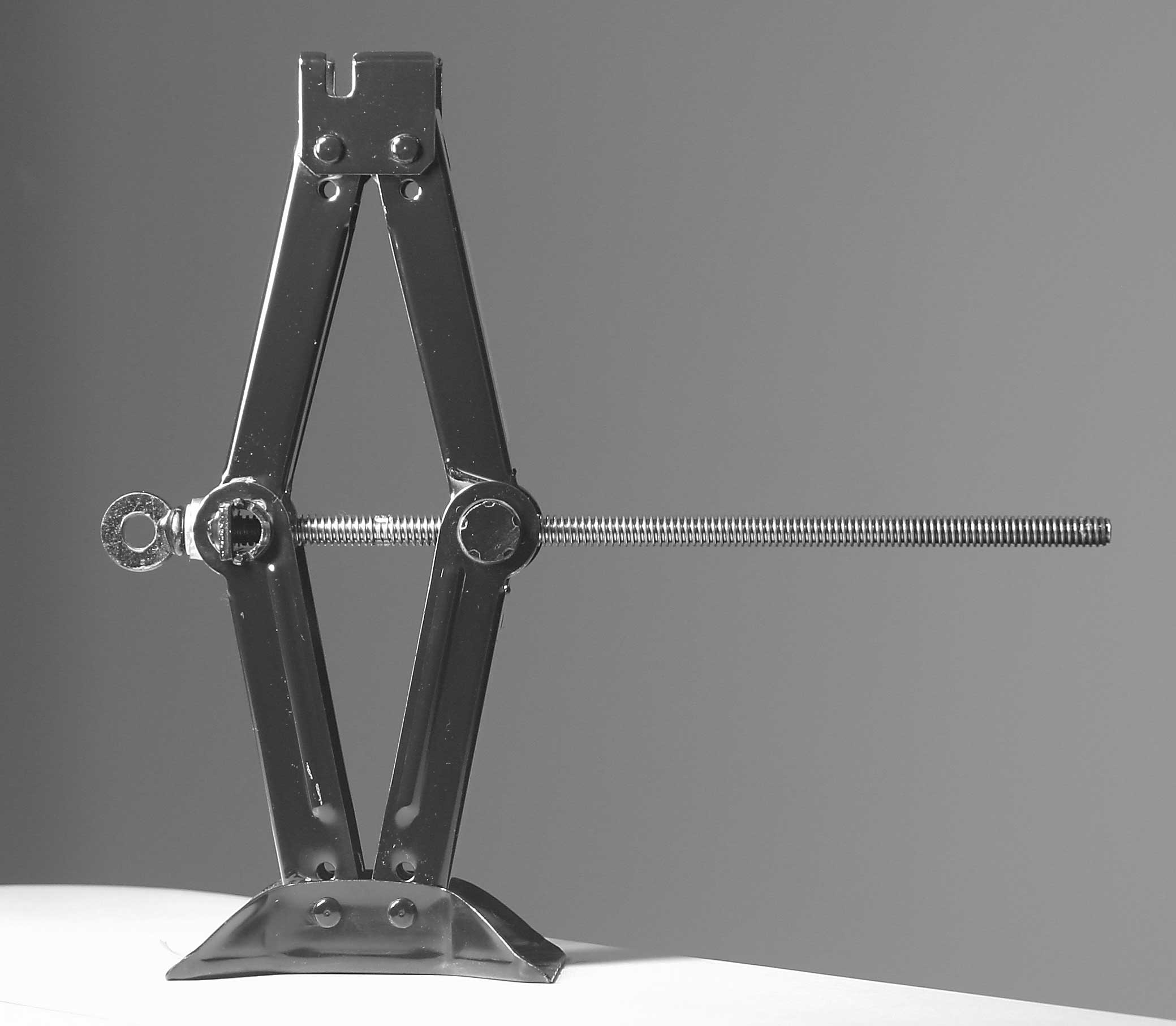
Автомобильный ромбовидный домкрат

- Ромб — все звенья одинаковой длины, приближение (стягивание) пары противоположных шарниров приводит к раздвиганию двух других шарниров. Все звенья работают на сжатие. Недостаток схемы — значительное изменение соотношения сил при движении механизма. Примеры — автомобильный ромбовидный домкрат, трамвайный пантограф.

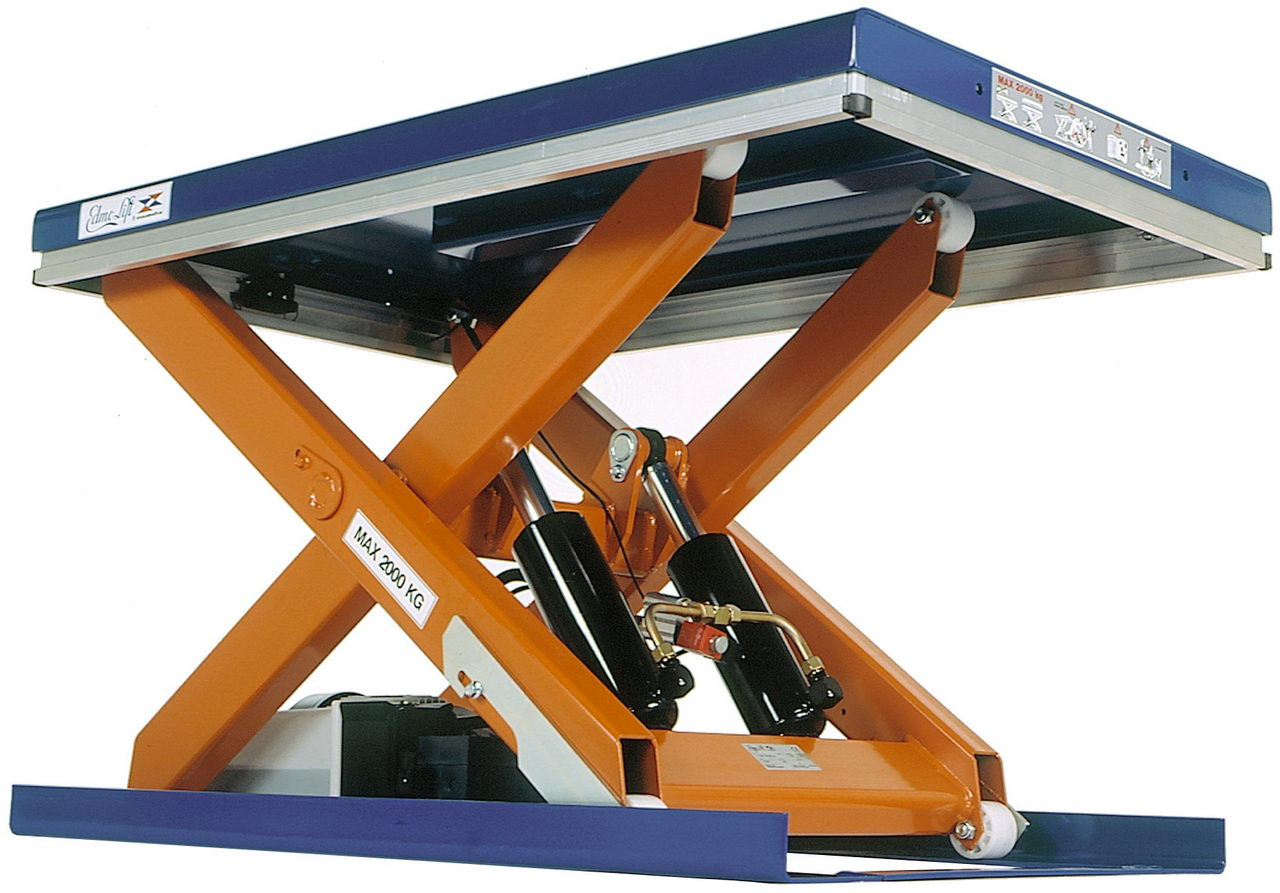
Ножничный подъёмник

Ножничный механизм

Ножничный механизм ноутбучных клавиатур

- Ножничный или X-образный механизм, также известный как Нюрнбергские ножницы[1] — вырожденный параллелограмм, вариант ромба — два звена, соединённые посередине шарниром. Достоинства механизма — компактность и простота, недостаток — наличие двух пар скольжения. Два (и более) таких механизма, соединённые последовательно, образуют в середине ромб(ы). Применяется в подъёмниках, детских игрушках.

## Применение
- Ромбовидный домкрат
- Ножничный подъёмник
- Компьютерные (ноутбучные) клавиатуры
- Фронтальные погрузчики сыпучих грузов — сохраняют положение ковша при подъёме
- Стеклоочиститель автобусов (сохраняющий вертикальное положение щёток)
- Пантограф (прибор)
- Кульман (чертёжный инструмент)
- Велосипедный преключатель скоростей
- Откидное кресло, в котором при переводе сидения в горизонтальное положение механизм переводит в то же положение и подлокотники, а спинку отодвигает немного назад.